# Per Martin-Löf
Per Erik Rutger Martin-Löf (8 de maio de 1942) é um lógico, filósofo e estatístico matemático sueco.
É internacionalmente reconhecido por seu trabalho sobre os fundamentos da probabilidade, estatística, lógica matemática e ciência da computação. Desde a década de 1970 as publicações de Martin-Löf são principalmente sobre lógica. Na lógica filosófica, Martin-Löf tem lidado com a filosofia da consequência lógica e julgamento, parcialmente inspirado no trabalho de Franz Brentano, Gottlob Frege e Edmund Husserl. Na lógica matemática, Martin-Löf atua ativamente no desenvolvimento da teoria do tipo intuicionista como fundamento construtivo da matemática. O trabalho de Martin-Löf sobre teoria do tipo influencia a ciência da computação.

## Publicações

### Bird watching and missing data
- Martin-Löf, P. (1961). «Mortality rate calculations on ringed birds with special reference to the Dunlin Calidris alpina». Arkiv för Zoologi (Zoology files), Kungliga Svenska Vetenskapsakademien (The Royal Swedish Academy of Sciences) Serie 2. Band 13 (21)

- George A. Barnard, "Gone Birdwatching", New Scientist, 4 December 1999, magazine issue 2215.
- Seber, G.A.F. The Estimation of Animal Abundance and Related Parameters. Caldwel,New Jersey: Blackburn Press. ISBN 1930665555
- Royle, J. A.; R. M. Dorazio (2008). Hierarchical Modeling and Inference in Ecology. [S.l.]: Elsevier. ISBN 1930665555

### Probability foundations
- Per Martin-Löf.  "The Definition of Random Sequences."  Information and Control, 9(6): 602-619, 1966.
- Li, Ming and Vitányi, Paul, An Introduction to Kolmogorov Complexity and Its Applications, Springer, 1997. Introduction chapter full-text.

### Probability on algebraic structures, following Ulf Grenander
- Grenander, Ulf. Probability on Algebraic Structures. (Dover reprint)
- Martin-Löf, P. The continuity theorem on a locally compact group. Teor. Verojatnost. i Primenen. 10 1965 367—371.
- Martin-Löf, Per. Probability theory on discrete semigroups. Z. Wahrscheinlichkeitstheorie und Verw. Gebiete 4 1965 78—102
- Nitis Mukhopadhyay. "A Conversation with Ulf Grenander". Statist. Sci. Volume 21, Number 3 (2006), 404-426.

### Statistics foundations
- Anders Martin-Löf. 1963. "Utvärdering av livslängder i subnanosekundsområdet" ("Evaluation of lifetimes in time-lengths below one nanosecond"). ("Sundberg formula", according to Sundberg 1971)
- Per Martin-Löf. 1966. Statistics from the point of view of statistical mechanics. Lecture notes, Mathematical Institute, Aarhus University. ("Sundberg formula" credited to Anders Martin-Löf, according to Sundberg 1971)
- Per Martin-Löf. 1970. Statistika Modeller (Statistical Models): Anteckningar fran seminarier läsåret 1969–1970 (Notes from seminars in the academic year 1969-1970), with the assistance of Rolf Sundberg. Stockholm University.
- Martin-Löf, P. "Exact tests, confidence regions and estimates", with a discussion by A. W. F. Edwards, G. A. Barnard, D. A. Sprott, O. Barndorff-Nielsen, D. Basu and G. Rasch. Proceedings of Conference on Foundational Questions in Statistical Inference (Aarhus, 1973), pp. 121–138. Memoirs, No. 1, Dept. Theoret. Statist., Inst. Math., Univ. Aarhus, Aarhus, 1974.
- Martin-Löf, P. Repetitive structures and the relation between canonical and microcanonical distributions in statistics and statistical mechanics. With a discussion by D. R. Cox and G. Rasch and a reply by the author. Proceedings of Conference on Foundational Questions in Statistical Inference (Aarhus, 1973), pp. 271–294. Memoirs, No. 1, Dept. Theoret. Statist., Inst. Math., Univ. Aarhus, Aarhus, 1974.
- Martin-Löf, P. The notion of redundancy and its use as a quantitative measure of the deviation between a statistical hypothesis and a set of observational data. With a discussion by F. Abildgård, A. P. Dempster, D. Basu, D. R. Cox, A. W. F. Edwards, D. A. Sprott, G. A. Barnard, O. Barndorff-Nielsen, J. D. Kalbfleisch and G. Rasch and a reply by the author. Proceedings of Conference on Foundational Questions in Statistical Inference (Aarhus, 1973), pp. 1–42. Memoirs, No. 1, Dept. Theoret. Statist., Inst. Math., Univ. Aarhus, Aarhus, 1974.
- Martin-Löf, Per The notion of redundancy and its use as a quantitative measure of the discrepancy between a statistical hypothesis and a set of observational data. Scand. J. Statist. 1 (1974), no. 1, 3—18.
- Sverdrup, Erling. "Tests without power." Scand. J. Statist. 2 (1975), no. 3, 158—160.
- Martin-Löf, Per Reply to Erling Sverdrup's polemical article: ``Tests without power (Scand. J. Statist. 2 (1975), no. 3, 158--160). Scand. J. Statist. 2 (1975), no. 3, 161--165.
- Sverdrup, Erling. A rejoinder to: ``Tests without power (Scand. J. Statist. 2 (1975), 161—165) by P. Martin-Löf. Scand. J. Statist. 4 (1977), no. 3, 136—138.
- Martin-Löf, P. Exact tests, confidence regions and estimates. Foundations of probability and statistics. II. Synthese 36 (1977), no. 2, 195—206.
- Rolf Sundberg. 1971. Maximum likelihood theory and applications for distributions generated when observing a function of an exponential family variable. Dissertation, Institute for Mathematical Statistics, Stockholm University.
- Sundberg, Rolf. Maximum likelihood theory for incomplete data from an exponential family. Scand. J. Statist. 1 (1974), no. 2, 49—58.
- Sundberg, Rolf An iterative method for solution of the likelihood equations for incomplete data from exponential families. Comm. Statist.---Simulation Comput. B5 (1976), no. 1, 55—64.
- Sundberg, Rolf Some results about decomposable (or Markov-type) models for multidimensional contingency tables: distribution of marginals and partitioning of tests. Scand. J. Statist. 2 (1975), no. 2, 71—79.
- Höglund, Thomas. The exact estimate---a method of statistical estimation. Z. Wahrscheinlichkeitstheorie und Verw. Gebiete 29 (1974), 257—271.
- Lauritzen, Steffen L. Extremal families and systems of sufficient statistics. Lecture Notes in Statistics, 49. Springer-Verlag, New York, 1988. xvi+268 pp. ISBN 0-387-96872-5

### Foundations of mathematics, logic, and computer science
- Bengt Nordström, Kent Petersson, and  Jan M. Smith. Programming in Martin-Löf's Type Theory. Oxford University Press, 1990.  (The book is out of print, but a free version has been made available.)
- Per Martin-Löf. "On the Meanings of the Logical Constants and the Justifications of the Logical Laws." Nordic Journal of Philosophical Logic, 1(1): 11-60, 1996.